# Истачатта (Флорида)
Истачатта (англ. Istachatta) — статистически обособленная местность, расположенная в округе Эрнандо (штат Флорида, США) с населением в 65 человек по статистическим данным переписи 2000 года.

## География
По данным Бюро переписи населения США статистически обособленная местность Истачатта имеет общую площадь в 0,26 квадратных километров, водных ресурсов в черте населённого пункта не имеется.
Статистически обособленная местность Истачатта расположена на высоте 18 м над уровнем моря.

## Демография
По данным переписи населения 2000 года в Истачаттe проживало 65 человек, 22 семьи, насчитывалось 34 домашних хозяйств и 52 жилых дома. Средняя плотность населения составляла около 250 человек на один квадратный километр. Расовый состав населённого пункта распределился следующим образом: 93,85 % белых, 4,62 % — чёрных или афроамериканцев, 1,54 % — представителей смешанных рас, Испаноговорящие составили 3,08 % от всех жителей статистически обособленной местности.
Из 34 домашних хозяйств в 8,8 % воспитывали детей в возрасте до 18 лет, 44,1 % представляли собой совместно проживающие супружеские пары, в 20,6 % семей женщины проживали без мужей, 32,4 % не имели семей. 23,5 % от общего числа семей на момент переписи жили самостоятельно, при этом 14,7 % составили одинокие пожилые люди в возрасте 65 лет и старше. Средний размер домашнего хозяйства составил 1,91 человек, а средний размер семьи — 2,22 человек.
Население статистически обособленной местности по возрастному диапазону по данным переписи 2000 года распределилось следующим образом: 7,7 % — жители младше 18 лет, 3,1 % — между 18 и 24 годами, 9,2 % — от 25 до 44 лет, 38,5 % — от 45 до 64 лет и 41,5 % — в возрасте 65 лет и старше. Средний возраст жителей составил 57 лет. На каждые 100 женщин в Истачаттe приходилось 97,0 мужчин, при этом на каждые сто женщин 18 лет и старше приходилось 87,5 мужчин также старше 18 лет.
Средний доход на одно домашнее хозяйство статистически обособленной местности составил 21 250 долларов США, а средний доход на одну семью — 21 250 долларов. При этом мужчины имели средний доход в 0 долларов США в год против 13 750 долларов среднегодового дохода у женщин. Доход на душу населения статистически обособленной местности составил 21 250 долларов в год. Все семьи имели доход, превышающий уровень бедности, 29,5 % от всей численности населения находилось на момент переписи населения за чертой бедности, при том все жители младше 18 и старше 65 лет имели совокупный доход, превышающий прожиточный минимум.